# Bedford St Johns
Bedford St Johns – stacja kolejowa w Bedford, w Anglii. Posiada 1 peron i w sezonie 2021/2022 obsłużyła 108 408 pasażerów. Administratorem stacji i zarazem jedynym obsługującym ją przewoźnikiem jest firma London Northwestern Railway, której pociągi zatrzymują się tutaj na trasie z Bedford do Bletchley. W niedziele stacja jest zamknięta.